# フリアン・オルボーン
フリアン・オルボン（Julián Orbón、1925年8月7日 - 1991年5月21日）はスペイン生まれの作曲家。
アストゥリアス州アビレスの出身。1940年にキューバに移住。1946年にタングルウッド音楽センターでアーロン・コープランドについて学ぶ。1954年、ベネズエラのカラカスで開かれた国際フェスティバルにおいて『3つのシンフォニック・ヴァージョン』がランダエタ賞を受賞した。1958年にはクーセヴィツキー財団から補助金を受け、代表作の『弦楽四重奏と管弦楽のための合奏協奏曲』を作曲することができた。この曲は師であるコープランドとチェコの作曲家ボフスラフ・マルティヌーの影響を受けている。1960年にキューバを出国し、メキシコに、続いてアメリカ合衆国に移住し、ワシントン大学、マイアミ大学、プリンストン大学で教鞭をとった。